# Stephan Reimers
Stephan Reimers (* 30. Januar 1944 in Seeth bei Friedrichstadt) ist ein deutscher evangelischer Theologe und Politiker (CDU bis 1993). Von 1999 bis 2009 war er Bevollmächtigter des Rates der Evangelischen Kirche in Deutschland bei der Bundesrepublik Deutschland und der Europäischen Union und als solcher Prälat der Evangelischen Kirche in Deutschland.

## Leben
Reimers engagierte sich früh politisch in der Jungen Union. Nach dem Studium der Evangelischen Theologie war er von 1971 bis 1976 Hochschulassistent an der Universität Hamburg und wurde mit einer Dissertation über Formgeschichte der profetischen Visionsberichte bei Klaus Koch zum Dr. theol. promoviert. Gleichzeitig setzte er seine politische Karriere in der CDU als Mitglied der Hamburgischen Bürgerschaft (1970–1978), als solches Vorsitzender des Petitionsausschusses und Hochschulsprecher, und Mitglied des Deutschen Bundestages (1976–1980) fort.
Nach Vikariat und Ordination war er von 1982 bis 1992 Direktor der Tagesstätte Hamburg der Evangelischen Akademie Nordelbien und von 1992 bis 1999 Leiter des Diakonischen Werkes Hamburg sowie von 1998 bis 1999 Mitglied der Kirchenleitung der Nordelbischen Evangelisch-Lutherischen Kirche. Als Leiter des Diakonischen Werkes Hamburg initiierte er die Gründung des Straßenmagazins Hinz&Kunzt, der Kirchenkaten, der Hamburger Tafel und des Hamburger Spendenparlaments.
In der CDU wirkte er unter anderem als stellvertretender Landesvorsitzender in Hamburg und von 1975 bis 1981 als Landesvorsitzender des CDU-Sozialausschusses. Nach Auseinandersetzungen mit dem langjährigen CDU-Landesvorsitzenden Jürgen Echternach trat Reimers 1993 aus der CDU aus.
Im Jahre 1999 wurde Reimers Bevollmächtigter des Rates der EKD bei der Bundesrepublik Deutschland und der EU sowie (Evangelischer) Vorsitzender der Gemeinsamen Konferenz Kirche und Entwicklung (GKKE), Vorsitzender der Evangelischen Zentralstelle für Entwicklungshilfe (EZE) und Aufsichtsratsmitglied des Evangelischen Entwicklungsdienstes (EED). Reimers ist Mitglied des Stiftungsrats der Leo Baeck Foundation.
Von 2002 bis 2006 war er für die EKD Mitglied im Hörfunkrat des Deutschlandradios.
Am 16. September 2008 wurde Reimers zum Vorsitzenden des Verwaltungsrates der Hamburger Stadtmission gewählt.
Zum 31. Januar 2009 trat Reimers aus Altersgründen in den Ruhestand. Zu seinem Nachfolger berief der Rat der EKD im Juni 2008 den Berliner Oberkonsistorialrat und Sportpfarrer Bernhard Felmberg.
Von 2009 bis November 2016 war Stephan Reimers Präsidiumsmitglied der Deutschen Welthungerhilfe.
2015 wurde Stephan Reimers zum Vorstandsvorsitzenden von Aktion Sühnezeichen Friedensdienste gewählt.
Im September 2022 entschied der Intendant des Norddeutschen Rundfunks (NDR), dass Reimers mit einer umfassenden Untersuchung der Unternehmenskultur beauftragt wird. Hintergrund waren gravierende Probleme in den Landesfunkhäusern Hamburg und Kiel, die mit „atmosphärischen Störungen“ begründet wurden.

## Ehrungen
- 1996: Verdienstmedaille der Bundesrepublik
- 2005: Bundesverdienstkreuz I. Klasse
- 2024: Hamburger Bürgerpreis